# إيزاو أوكازاكي
إيزاو أوكازاكي (باليابانية: 岡崎功؛ بالكانا: おかざき いさお) هو مربي ياباني، ولد في 1920 في شيمانه في اليابان، وتوفي في 2006.